# Leone (costellazione)
Il Leone (in latino Leo, simbolo: ) è una delle 88 costellazioni moderne, ed era anche una delle 48 costellazioni elencate da Tolomeo. È una costellazione zodiacale del cielo settentrionale; si trova infatti lungo la linea dell'eclittica, tra la debole costellazione del Cancro, a ovest, e la vastissima Vergine, a est.

## Caratteristiche

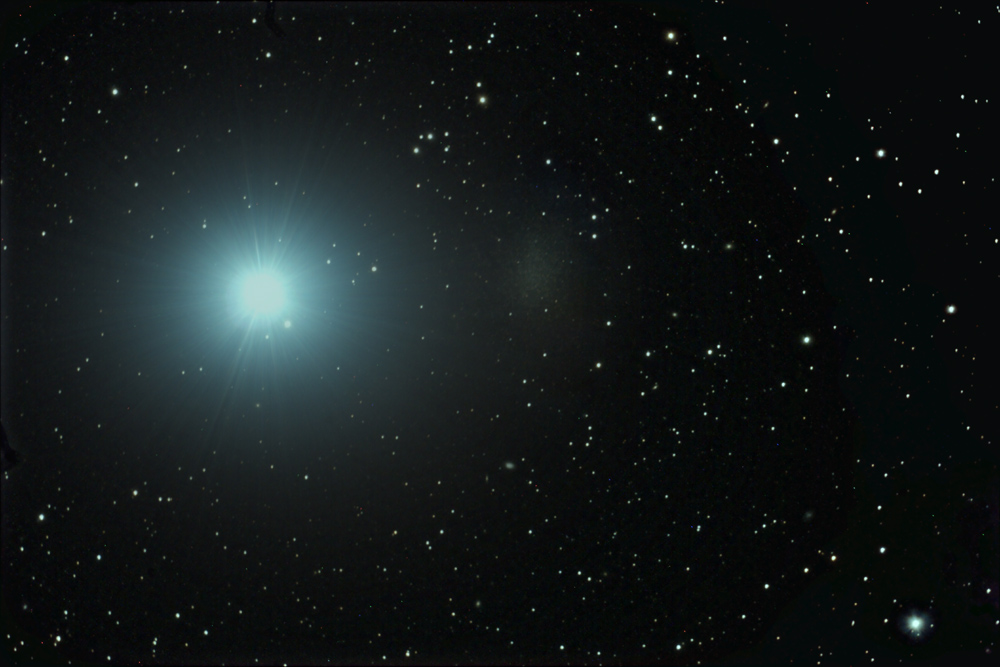
Regolo, la stella più brillante del Leone; la macchia diffusa alla sua destra è la Galassia Leo I.

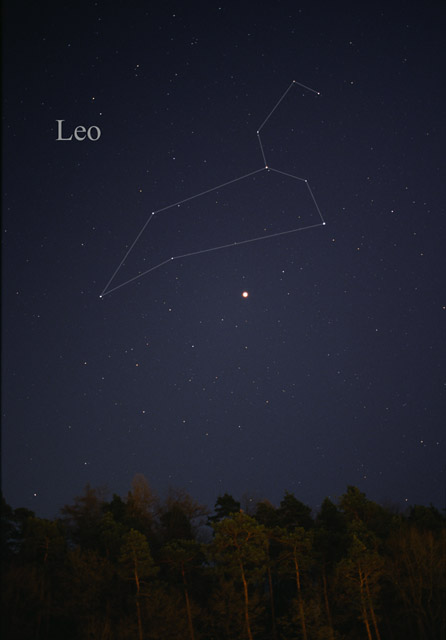
La costellazione del Leone.

Il Leone è una grande costellazione zodiacale dell'emisfero nord, individuabile con facilità nei mesi fra dicembre e giugno; nell'emisfero boreale, la sua presenza ad est dopo il tramonto indica il prossimo arrivo della primavera, mentre nell'emisfero australe diventa una costellazione tipica dei cieli tardo-estivi e autunnali. Le sue stelle principali formano un grande trapezio, al quale è connesso un famoso asterismo, noto come La Falce, composto da Regolo, η Leonis e Algieba, assieme alle stelle più deboli Adhafera (ζ Leonis), Ras Elased Borealis (μ Leonis) e Ras Elased Australis (ε Leonis).
Anticamente la costellazione era più estesa: la parte della testa comprendeva la parte settentrionale del Cancro e della Lince, mentre la parte terminale della coda era rappresentata dalla famosa chioma di stelle che ora fa parte della costellazione della Chioma di Berenice.
La stella principale è Regolo, una stella azzurra di prima grandezza, l'unica così luminosa a trovarsi ad appena 0,5° dall'eclittica; frequentemente la si può osservare in coppia con dei pianeti, in rari casi persino in congiunzione con essi, ed è frequentemente occultata dalla Luna. Assieme a Aldebaran, Antares e Fomalhaut forma il quartetto di stelle note in antichità come "le stelle regali".

### Stelle principali
- α Leonis (Regolo) è la stella più luminosa della costellazione; si tratta di un astro di colore azzurro, di magnitudine 1,40 e distante 77 anni luce. È nota fin dall'antichità, sempre con appellativi che richiamassero un qualcosa di "regale".
- γ Leonis (Algieba) è una stella doppia con componenti di magnitudine 2,01 (la primaria, azzurra) e 3,80 (la secondaria); la sua distanza è stimata sui 126 anni luce.
- β Leonis (Denebola) è una stella bianca di magnitudine 2,14, distante 36 anni luce (dunque relativamente vicina); si trova nella posizione opposta a Regolo rispetto alla costellazione ed indica la coda dell'animale. Denebola costituisce uno dei vertici dell'asterismo del Triangolo di Primavera.
- δ Leonis (Zosma) è una stella bianca di magnitudine 2,56, distante 58 anni luce.
- ε Leonis (Ras Elased Australis) è una stella gialla di magnitudine 2,97, distante 251 anni luce.
- θ Leonis (Coxa) è una stella bianca di magnitudine 3,33, distante 178 anni luce.

Nel Leone si trova una delle stelle più vicine alla Terra: Wolf 359, distante 7,7 anni luce e la stella più distante rilevata ad oggi MACS J1149 Lensed Star 1, anche chiamata Icarus, una supergigante blu distante 9 mld di anni luce.

### Stelle doppie
La costellazione presenta un gran numero di stelle doppie, moltissime delle quali sono di larga separazione e dunque risolvibili con facilità anche con un piccolo strumento, in certi casi persino con un binocolo.
- 83 Leonis è una delle più facili: le sue componenti sono entrambe arancioni e sono separate da 28,5"; la loro magnitudine apparente è 6,51 e 7,57, dunque ben alla portata di un binocolo.
- Regolo è una stella dal colore azzurrognolo; presenta ad oltre 3' di separazione una compagna arancione di ottava grandezza osservabile anche con un binocolo, sebbene la luminosità della primaria disturbi molto; un telescopio consente di apprezzare maggiormente il contrasto di colori fra le due componenti.
- Algieba è una stella di seconda grandezza, nonché componente di un sistema multiplo in parte fisico e in parte solo visuale; al binocolo, e in certe occasioni persino ad occhio nudo, è facilmente distinguibile una stella biancastra di quarta magnitudine posta alcuni primi a sud della primaria. In realtà le due stelle sono poste a distanze diverse e non formano dunque una coppia fisica. Con un telescopio potente è però possibile notare che anche la stessa primaria è composta da due stelle arancioni molto vicine fra di loro, di seconda e terza grandezza.
- τ Leonis è una coppia composta da una stella di quinta e una di settima magnitudine, dal colore giallastro e separate da circa 1,5', dunque alla portata anche di un binocolo.
- 3 Leonis è una coppia apprezzabile per il contrasto di colori, sebbene la differenza fra le due stelle, una di quinta e l'altra di decima, è notevole; le due stelle sono risolvibili anche con un piccolo telescopio.

| Principali stelle doppie |                                          |                                          |             |             |                                 |           |
| Nome                     | Coordinate equatoriali all'epoca J2000.0 | Coordinate equatoriali all'epoca J2000.0 | Magnitudine | Magnitudine | Separazione (in secondi d'arco) | Colore    |
| Nome                     | AR                                       | Dec                                      | A           | B           | Separazione (in secondi d'arco) | Colore    |
| 3 Leonis                 | 09h 28m 29s                              | +08° 11′ 18″                             | 5,87        | 10,7        | 25,2                            | ar + b    |
| 6 Leonis                 | 09h 31m 58s                              | +09° 42′ 57″                             | 5,28        | 9,0         | 37,4                            | ar + b    |
| HD 86133                 | 09h 57m 02s                              | +19° 45′ 45″                             | 7,60        | 8,5         | 30,5                            | g + g     |
| Regolo                   | 10h 08m 23s                              | +11° 58′ 02″                             | 1,35        | 7,9         | 177                             | azz + ar  |
| Algieba                  | 10h 19m 58s                              | +19° 50′ 29″                             | 2,61        | 3,80        | 4,5                             | ar + ar   |
| 54 Leonis                | 10h 55m 37s                              | +24° 44′ 59″                             | 4,50        | 6,30        | 6,5                             | b + b     |
| 83 Leonis                | 11h 26m 46s                              | +03° 00′ 46″                             | 6,51        | 7,57        | 28,5                            | ar + ar   |
| τ Leonis                 | 11h 27m 56s                              | +02° 51′ 23″                             | 4,95        | 7,55        | 91,1                            | g + b     |
| 90 Leonis                | 11h 34m 43s                              | +16° 47′ 49″                             | 6,3         | 7,4         | 3,6                             | azz + azz |

### Stelle variabili
Il Leone ospita un gran numero di stelle variabili, ma la gran parte di esse sono piuttosto deboli o con escursioni di luminosità molto lievi, dunque fuori dalla portata di strumenti amatoriali.
Fra le Mireidi la più appariscente è la R Leonis, che quando è al massimo della luminosità raggiunge la magnitudine 4,4, diventando così ben osservabile anche ad occhio nudo; nell'arco ci circa dieci mesi però scende fino a raggiungere l'undicesima grandezza e poi risale. Anche la V Leonis è una Mireide, ma non osservabile ad occhio nudo neppure quando è al massimo; in nove mesi scende fino alla quattordicesima magnitudine.
Fra le semiregolari la più notevole è la AI Leonis, che quando è al massimo è di magnitudine 8,4, mentre in fase di minimo scende fino alla decima.
Una variabile pulsante è la AK Leonis, che oscilla fra le magnitudine 8,3 e 9,4 in circa due mesi.
| Principali stelle variabili |                                          |                                          |             |             |                  |                       |
| Nome                        | Coordinate equatoriali all'epoca J2000.0 | Coordinate equatoriali all'epoca J2000.0 | Magnitudine | Magnitudine | Periodo (giorni) | Tipo                  |
| Nome                        | AR                                       | Dec                                      | Max.        | Min.        | Periodo (giorni) | Tipo                  |
| R Leonis                    | 09h 47m 33s                              | +11° 25′ 44″                             | 4,4         | 11,3        | 309,95           | Mireide               |
| V Leonis                    | 10h 00m 02s                              | +21° 15′ 44″                             | 8,4         | 14,6        | 273,35           | Mireide               |
| W Leonis                    | 10h 53m 37s                              | +13° 42′ 54″                             | 8,9         | 14,8        | 391,75           | Mireide               |
| RY Leonis                   | 10h 04m 16s                              | +13° 58′ 58″                             | 9,0         | 11,8        | 155              | Semiregolare pulsante |
| AI Leonis                   | 11h 40m 29s                              | +11° 11′ 43″                             | 8,44        | 10,05       | -                | Semiregolare pulsante |
| AK Leonis                   | 11h 40m 48s                              | +13° 04′ 41″                             | 8,36        | 9,4         | 60               | Pulsante              |
| DH Leonis                   | 10h 00m 02s                              | +24° 33′ 10″                             | 7,75        | 7,94        | 1,0695           | BY Dra                |

## Oggetti del profondo cielo

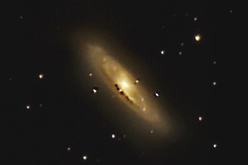
M65, una delle galassie più brillanti della costellazione.

Il Leone si trova lontano dalla scia della Via Lattea e ciò consente l'osservazione del cielo profondo esterno alla nostra Galassia. In questa direzione sono osservabili infatti diversi gruppi di galassie, alcune delle quali raggruppate in ammassi, mentre altre formano delle vaghe associazioni simili al nostro Gruppo Locale; alcuni di questi gruppi sono pure relativamente vicini a noi.
Le galassie più famose sono anche quelle catalogate dal Messier, e in particolare M65, M66, che formano un gruppo a sé stante assieme ad una terza galassia, NGC 3628; si tratta di un terzetto di galassie facilmente individuabili anche con un piccolo telescopio, due delle quali si mostrano quasi perfettamente di taglio. Un'altra associazione è formata da M95 e M96, che sono le più brillanti di un gruppo a cui appartengono altre galassie minori, fra le quali vi è anche M105.
Un'altra galassia, isolata rispetto alle altre, è NGC 2903, una grande spirale barrata posta a nord-ovest dell'asterismo della Falce, la più brillante della costellazione. NGC 3190 è invece una spirale molto allungata e vista quasi di taglio, situata al centro di un gruppo di quattro galassie, che comprende la grande ellittica NGC 3193 e altre due galassie meno appariscenti. Anche NGC 3607 è una grande galassia ellittica, la cui luminosità è tale da poter essere scorta come una macchia chiara anche con un piccolo telescopio.
Entro i confini del Leone sono note anche alcune piccole galassie nane sferoidali appartenenti al nostro Gruppo Locale, come la Galassia Leo I (visibile pochissimi primi ad ovest di Regolo) e la Galassia Leo II.
| Principali oggetti non stellari |                                          |                                          |          |             |                                        |              |
| Nome                            | Coordinate equatoriali all'epoca J2000.0 | Coordinate equatoriali all'epoca J2000.0 | Tipo     | Magnitudine | Dimensioni apparenti (in primi d'arco) | Nome proprio |
| Nome                            | AR                                       | Dec                                      | Tipo     | Magnitudine | Dimensioni apparenti (in primi d'arco) | Nome proprio |
| NGC 2903                        | 09h 32m 10s                              | +21° 30′ 03″                             | Galassia | 9,7         | 12,6 x 6,0                             |              |
| M95                             | 10h 43m 58s                              | +11° 42′ 14″                             | Galassia | 9,7         | 7,4 x 5,1                              |              |
| M96                             | 10h 46m 46s                              | +11° 49′ 12″                             | Galassia | 9,2         | 7,6 x 5,2                              |              |
| M105                            | 10h 47m 50s                              | +12° 24′ 54″                             | Galassia | 9,5         | 5,4 x 4,8                              |              |
| NGC 3371                        | 10h 48m 17s                              | +12° 37′ 42″                             | Galassia | 9,9         | 5,2 x 2,4                              |              |
| NGC 3377                        | 10h 47m 43s                              | +13° 59′ 09″                             | Galassia | 10,3        | 4,2 x 2,3                              |              |
| NGC 3412                        | 10h 50m 53s                              | +13° 24′ 43″                             | Galassia | 10,5        | 3,4 x 2,1                              |              |
| NGC 3489                        | 11h 00m 19s                              | +13° 54′ 04″                             | Galassia | 10,2        | 3,3 x 2,1                              |              |
| NGC 3521                        | 11h 05m 49s                              | -00° 02′ 06″                             | Galassia | 8,9         | 10,0 x 5,2                             |              |
| NGC 3607                        | 11h 16m 55s                              | +18° 03′ 06″                             | Galassia | 9,9         | 4,9 x 2,5                              |              |
| M65                             | 11h 18m 56s                              | +13° 05′ 32″                             | Galassia | 9,3         | 9,8 x 2,9                              |              |
| M66                             | 11h 20m 15s                              | +12° 59′ 30″                             | Galassia | 8,9         | 9,1 x 4,2                              |              |
| NGC 3628                        | 11h 20m 17s                              | +13° 35′ 23″                             | Galassia | 9,8         | 15,0 x 3,6                             |              |
| NGC 3640                        | 11h 21m 07s                              | +03° 14′ 06″                             | Galassia | 10,4        | 4,2 x 3,5                              |              |

## Sistemi planetari
Entro i confini del Leone sono noti diversi sistemi planetari; il più ricco noto è quello della stella HD 102272, che possiede due pianeti di tipo gioviano con una massa rispettivamente di sei e due masse gioviane. Il primo si trova su un'orbita molto vicina alla sua stella madre, mentre del secondo, più esterno, si ignorano alcuni parametri orbitali. Gliese 436 è una nana rossa posta a soli 33 anni luce di distanza dal Sole; possiede un pianeta confermato la cui massa è simile a quella di Nettuno e la cui natura è oggetto di speculazioni: potrebbe trattarsi di un pianeta ricoperto da uno strato di ghiaccio, che nonostante l'elevata temperatura superficiale dovuta alla vicananza alla stella madre, si mantenga in forma solida a causa dell'elevata forza di gravità del pianeta. È uno dei pianeti più piccoli noti all'esterno del Sistema Solare.
Fra gli altri sistemi, spicca BD+20°2457, il cui pianeta è catalogato come BD+20°2457 c, poiché BD+20°2457 b è una nana bruna, e 83 Leonis B, componente secondaria di una stella doppia, il cui pianeta è catalogato come 83 Leonis Bb; nel primo caso potrebbe trattarsi di una nana bruna, data la sua massa pari a dodici masse gioviane, mentre nel secondo caso il pianeta ha una massa pari a meno della metà della massa di Saturno.
| Sistemi planetari |                                          |                                          |             |                                            |                              |
| Nome del sistema  | Coordinate equatoriali all'epoca J2000.0 | Coordinate equatoriali all'epoca J2000.0 | Magnitudine | Tipo di stella                             | Numero di pianeti confermati |
| Nome del sistema  | AR                                       | Dec                                      | Magnitudine | Tipo di stella                             | Numero di pianeti confermati |
| HD 80869          | 09h 23m 10s                              | +18° 53′ 04″                             | 8,45        | Nana gialla                                | 1 (b)                        |
| HD 81040          | 09h 23m 47s                              | +20° 21′ 52″                             | 7,74        | Nana gialla                                | 1 (b)                        |
| HD 88133          | 10h 10m 08s                              | +18° 11′ 13″                             | 8,06        | Subgigante gialla                          | 1 (b)                        |
| BD+20°2457        | 10h 16m 45s                              | +19° 53′ 29″                             | 9,73        | Gigante brillante arancione                | 2 (b c)                      |
| HD 89307          | 10h 18m 21s                              | +12° 37′ 16″                             | 7,06        | Nana gialla                                | 1 (b)                        |
| DP Leonis         | 11h 17m 16s                              | +17° 57′ 41″                             | 17,5        | Binaria a eclisse Nana rossa - Nana bianca | 1 (b)                        |
| 83 Leonis B       | 11h 26m 46s                              | +03° 00′ 22″                             | 7,57        | Nana arancione                             | 1 (b)                        |
| HD 100777         | 11h 35m 52s                              | -04° 45′ 20″                             | 8,42        | Nana arancione                             | 1 (b)                        |
| Gliese 436        | 11h 42m 11s                              | +26° 42′ 24″                             | 10,68       | Nana rossa                                 | 1 (b)                        |
| HD 102272         | 11h 46m 24s                              | +14° 07′ 26″                             | 8,71        | Gigante arancione                          | 2 (b - c)                    |

## Mitologia

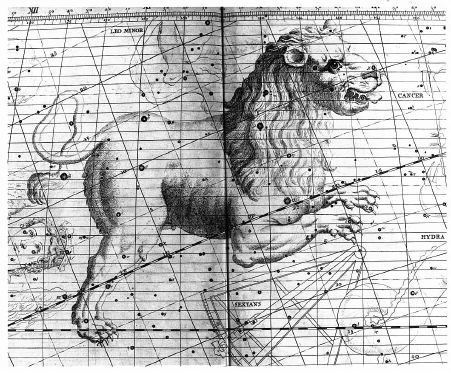
Il Leone nell'atto di piombare addosso alla preda in Atlas Coelestis di John Flamsteed. Sul suo petto c'è la stella lucida Regolo, indicata con la lettera Alfa. Si trova quasi sul percorso del Sole attorno al cielo, l'eclittica, qui segnata da una linea tratteggiata.

Eratostene e Igino sostengono che il leone fu posto in cielo perché è il re degli animali. In termini mitologici, si ritiene sia il leone nemeo, sconfitto da Ercole nella prima delle sue dodici fatiche. Nemea è una città da qualche parte a sud est di Corinto. Colà il leone viveva in una caverna con due aperture dalla quale usciva per uccidere gli abitanti del luogo, che diminuivano a vista d'occhio. Il fortissimo e ferocissimo leone era un vero flagello, perché sterminava greggi e sbranava uomini. Era una bestia invulnerabile di incerti natali; correvano voci che fosse stato generato dal cane Ortro, ma anche che fosse figlio del mostro Tifone e persino che i suoi genitori erano Zeus, il re degli dei, e Selene, la dea della Luna. Aveva la pelle a prova di qualsiasi arma, perché il suo mantello era assolutamente indistruttibile e ciò lo rendeva invulnerabile, come scoprì Ercole quando lo colpì con tre frecce e queste si limitarono a rimbalzare, e quando la spada si piegò come di stagno e quando la clava si spezzò colpendo il felino.
Ercole fu sorpreso dalla bestia mentre viaggiava nei boschi. Il leone gli ruppe l'armatura con i fendenti degli artigli. L'eroe riuscì a bloccare uno degli ingressi della tana della bestia e ad entrare nell'altro. Nel terribile duello corpo a corpo, il leone strappò un dito a Ercole, ma alla fine l'eroe afferrò la belva per la testa e la folta criniera, e il leone, a poco a poco, si accasciò per terra sconfitto. Ercole se lo caricò in spalla in segno di trionfo e lo portò a Micene, dove terrorizzò Euristeo, che gli ordinò di riportarlo indietro. Ercole così fece.
Alla morte, il leone nemeo fu posto da Zeus tra i segni dello zodiaco, dove formò la costellazione del leone.
È facile distinguere la forma di un leone acquattato nella costellazione del Leone, la cui testa è sottolineata da alcune stelle disposte a falce. A segnare il punto del cuore del leone (dove lo localizzò Tolomeo) c'è la stella più brillante della costellazione, Alfa del Leone, chiamata Regolo, che in latino vuol dire «piccolo re»; il suo nome in greco Basiliscos, aveva lo stesso significato. La coda è segnata dalla stella Beta del Leone, chiamata Denebola dall'arabo «la coda di leone». Gamma del Leone ha nome Algieba, che in arabo vuol dire «la fronte»; questa denominazione genera qualche confusione, poiché secondo Tolomeo questa stella è sul collo del leone, ma gli Arabi in questa posizione vedevano un leone molto più grande di quello visto dai Greci. Gamma del Leone è una famosa stella doppia, composta da un paio di stelle giganti gialle divisibili se osservate con un telescopio anche di piccola portata. Delta del Leone si chiama Zosma dalla parola greca «guaina» o «perizoma», nome erroneamente applicato a questa stella durante il Rinascimento.

## Astrologia
A causa del fenomeno della precessione degli equinozi, non esiste più alcuna corrispondenza sulla volta celeste fra la costellazione astronomica del Leone ed il relativo segno zodiacale, sebbene, secondo gli astrologi, le caratteristiche ascritte in astrologia al segno zodiacale corrispondente sarebbero in realtà relative al simbolismo della figura che le stelle nella volta celeste ritraggono, e non alla loro intrinseca posizione.